# تکه‌های گمشده
تکه‌های گمشده (انگلیسی: Missing Pieces) یک رمان مهیج نوشتهٔ جوی فیلدینگ محصول سال ۱۹۹۷ است.